# 妮簡杜拉·菲利佩
妮簡杜拉·菲利佩（1982年5月20日—）是一名安哥拉籃球運動員，曾代表國家參加2012年倫敦奧運的女子籃球比賽，結果獲得第12名，未能晉級下一輪。